# Pallavolo Matera Bulls 2014-2015
Questa voce raccoglie le informazioni riguardanti la Pallavolo Matera Bulls nelle competizioni ufficiali della stagione 2014-2015.

## Stagione
La stagione 2014-15 è per la Pallavolo Matera Bulls, sponsorizzata dalla Domar, la terza consecutiva in Serie A2; oltre ad un cambiato ai vertici societari, con l'arrivo del nuovo presidente Vito Gaudiano, viene modificata anche buona parte della rosa, mentre è confermato l'allenatore Vincenzo Mastrangelo: tra i giocatori che restano a Matera ci sono Riccardo Pinelli, Luis Joventino e Vittorio Suglia, mentre tra i nuovi acquisti si segnalano quelli di Matej Černič, Andrés Villena, Matteo Bortolozzo e Matteo Zamagni e tra le cessioni quelle di Alessandro Giosa, Oreste Luppi, Federico Marretta, Humphrey Krolis e Matteo Pedron.
Il campionato si apre con la vittoria per 3-2 in casa della Tuscania Volley, seguita poi dalla prima sconfitta contro il Volley Potentino: dopo un periodo di risultati altalenanti, il club lucano inanella una serie di quattro vittorie, intercalata da un solo stop, che gli fanno chiudere il girone di andata al sesto posto, qualificandolo anche per la Coppa Italia di categoria. Nel girone di ritorno, dopo un nuovo successo contro la squadra di Tuscania, seguono cinque gare perse consecutivamente: nelle ultime cinque gare della regular season i materani vincono solo due volte, attestandosi al settimo posto in classifica. Nei quarti di finale dei play-off promozione la sfida è contro l'Argos Volley, la quale vince entrambe le gare per passare al turno successivo, eliminando la Pallavolo Matera Bulls.
Il sesto posto al termine del girone di andata della Serie A2 2014-15 permette alla Pallavolo Matera Bulls di partecipare alla Coppa Italia di Serie A2: tuttavia viene eliminata già nei quarti di finale a seguito del 3-1 inflitto dal Corigliano Volley.

## Organigramma societario
Area direttiva
- Presidente: Vito Gaudiano
- Vicepresidente: Francesco Schiuma
- Segreteria generale: Palma Frascati

Area organizzativa
- Team manager: Amedeo Sacco
- Direttore sportivo: Francesco Mannarella
- Dirigente accompagnatore: Cosimo Fontana (dal 5 dicembre 2014)
- Addetto agli arbitri: Fabrizio Lupariello

Area tecnica
- Allenatore: Vincenzo Mastrangelo
- Allenatore in seconda: Antonello Andriani
- Scout man: Pietro Giura Longo
- Responsabile settore giovanile: Vito Valentino

Area comunicazione
- Ufficio stampa: Emanuele Frascati
- Responsabile relazioni esterne: Vito Valentino

Area marketing
- Biglietteria: Michele Antonino

Area sanitaria
- Medico: Pietro Rubino, Paolo Vizziello
- Preparatore atletico: Pascal Sabato
- Fisioterapista: Francesco Di Pede, Antonio Nicoletti
- Osteopata: Vito Lacalamita

## Rosa
| N° | Nome                 | Ruolo | Data di nascita   | Nazionalità sportiva |
| -- | -------------------- | ----- | ----------------- | -------------------- |
| 1  | Riccardo Pinelli     | P     | 17 febbraio 1991  | Italia               |
| 2  | Gabriele Calitri     | S     | 15 aprile 1996    | Italia               |
| 3  | Matej Černič         | S     | 13 settembre 1978 | Italia               |
| 4  | Luis Joventino       | S     | 25 settembre 1989 | Brasile              |
| 5  | Nicola Sesto         | C     | 11 maggio 1987    | Italia               |
| 6  | Matteo Zamagni       | C     | 4 agosto 1989     | Italia               |
| 9  | Matteo Bortolozzo    | C     | 1º agosto 1989    | Italia               |
| 10 | Andrés Villena       | S/O   | 27 febbraio 1993  | Spagna               |
| 11 | Eustachio Lapacciana | S     | 13 agosto 1979    | Italia               |
| 12 | Vittorio Suglia      | S     | 3 settembre 1979  | Italia               |
| 13 | Marco Lo Bianco      | L     | 15 settembre 1990 | Italia               |
| 14 | Caio da Silva        | S/O   | 30 novembre 1992  | Brasile              |
| 15 | Leonardo Monteleone  | L     | 3 giugno 1997     | Italia               |

## Mercato
| Acquisti | Acquisti          | Acquisti          | Acquisti   |
| R.       | Nome              | da                | Modalità   |
| -------- | ----------------- | ----------------- | ---------- |
| C        | Matteo Bortolozzo | Corigliano Volley | definitivo |
| S        | Gabriele Calitri  | Falchi Ugento     | definitivo |
| S        | Matej Černič      | Corigliano Volley | definitivo |
| S/O      | Caio da Silva     | Santo André       | definitivo |
| L        | Marco Lo Bianco   | Città di Castello | definitivo |
| C        | Nicola Sesto      | Brolo             | definitivo |
| S/O      | Andrés Villena    | Callipo           | definitivo |
| C        | Matteo Zamagni    | Potentino         | definitivo |

| Cessioni | Cessioni          | Cessioni        | Cessioni   |
| R.       | Nome              | a               | Modalità   |
| -------- | ----------------- | --------------- | ---------- |
| L        | Cesare Casulli    | ?               | definitivo |
| C        | Alessandro Giosa  | Materdomini     | definitivo |
| C        | Matteo Granito    | Virtus Potenza  | definitivo |
| S/O      | Humphrey Krolis   | ?               | definitivo |
| C        | Oreste Luppi      | Universal Carpi | definitivo |
| S        | Federico Marretta | Audentese       | definitivo |
| P        | Matteo Pedron     | Materdomini     | definitivo |
| S        | Felice Sette      | Real Gioia      | definitivo |
| S/O      | Giuseppe Sette    | Real Gioia      | definitivo |

## Risultati

### Serie A2

#### Girone di andata
| 1ª giornata - 19 ottobre 2014 Palazzetto dello Sport, Montefiascone | Tuscania        | 2 - 3 | Matera Bulls      | 25-23, 25-22, 30-32, 20-25, 8-15  |
| 2ª giornata - 26 ottobre 2014 PalaSassi, Matera                     | Matera Bulls    | 1 - 3 | Potentino         | 25-20, 18-25, 23-25, 18-25        |
| 3ª giornata - 2 novembre 2014 Palasport Comunale, Ortona            | Impavida Ortona | 3 - 2 | Matera Bulls      | 25-23, 25-22, 23-25, 21-25, 15-11 |
| 4ª giornata - 9 novembre 2014 PalaSassi, Matera                     | Matera Bulls    | 3 - 2 | Libertas Brianza  | 25-16, 23-25, 25-20, 20-25, 15-6  |
| 5ª giornata - 16 novembre 2014 PalaValentia, Vibo Valentia          | Callipo         | 3 - 2 | Matera Bulls      | 30-28, 25-20, 25-27, 24-26, 15-7  |
| 6ª giornata - 23 novembre 2014 PalaPolsinelli, Sora                 | Argos           | 3 - 1 | Matera Bulls      | 25-21, 21-25, 25-20, 25-19        |
| 7ª giornata - 30 novembre 2014 PalaSassi, Matera                    | Matera Bulls    | 3 - 0 | Corigliano Volley | 25-23, 27-25, 25-20               |
| 8ª giornata - 8 dicembre 2014 PalaBigi, Reggio nell'Emilia          | Tricolore       | 1 - 3 | Matera Bulls      | 23-25, 20-25, 18-25               |
| 9ª giornata - 14 dicembre 2014 PalaSassi, Matera                    | Matera Bulls    | 3 - 0 | Atlantide Brescia | 25-19, 25-15, 25-18               |
| 10ª giornata - 21 dicembre 2014 PalaGrotte, Castellana Grote        | Materdomini     | 3 - 1 | Matera Bulls      | 25-21, 16-25, 25-20, 25-15        |
| 11ª giornata - 26 dicembre 2014 PalaSassi, Matera                   | Matera Bulls    | 3 - 2 | Alessano          | 31-33, 25-14, 25-13, 20-25, 15-10 |

#### Girone di ritorno
| 12ª giornata - 3 gennaio 2015 PalaSassi, Matera                    | Matera Bulls      | 3 - 0 | Tuscania        | 25-18, 25-18, 25-19               |
| 13ª giornata - 14 gennaio 2015 PalaPrincipi, Potenza Picena        | Potentino         | 3 - 0 | Matera Bulls    | 25-22, 25-19, 25-20               |
| 14ª giornata - 18 gennaio 2015 PalaSassi, Matera                   | Matera Bulls      | 1 - 3 | Impavida Ortona | 25-22, 25-27, 23-25, 16-25        |
| 15ª giornata - 25 gennaio 2015 PalaParini, Cantù                   | Libertas Brianza  | 3 - 2 | Matera Bulls    | 18-25, 25-19, 25-27, 25-20, 15-11 |
| 16ª giornata - 1º febbraio 2015 PalaSassi, Matera                  | Matera Bulls      | 1 - 3 | Callipo         | 25-22, 24-26, 19-25, 11-25        |
| 17ª giornata - 15 febbraio 2015 PalaSassi, Matera                  | Matera Bulls      | 1 - 3 | Argos           | 19-25, 21-25, 25-16, 21-25        |
| 18ª giornata - 22 febbraio 2015 PalaCorigliano, Corigliano Calabro | Corigliano Volley | 1 - 3 | Matera Bulls    | 22-25, 23-25, 25-21, 22-25        |
| 19ª giornata - 1º marzo 2015 PalaSassi, Matera                     | Matera Bulls      | 2 - 3 | Tricolore       | 19-25, 25-15, 25-23, 22-25, 13-15 |
| 20ª giornata - 8 marzo 2015 PalaSanFilippo, Brescia                | Atlantide Brescia | 1 - 3 | Matera Bulls    | 20-25, 22-25, 25-23, 19-25        |
| 21ª giornata - 14 marzo 2015 PalaSassi, Matera                     | Matera Bulls      | 1 - 3 | Materdomini     | 26-24, 19-25, 21-25, 20-25        |
| 22ª giornata - 22 marzo 2015 Palazzetto dello Sport, Tricase       | Alessano          | 3 - 2 | Matera Bulls    | 19-25, 25-23, 18-25, 25-20, 15-12 |

#### Play-off promozione
| Quarti di finale (gara 1) - 29 marzo 2015 PalaPolsinelli, Sora | Argos        | 3 - 0 | Matera Bulls | 25-19, 25-17, 25-18        |
| Quarti di finale (gara 2) - 5 aprile 2015 PalaSassi, Matera    | Matera Bulls | 1 - 3 | Argos        | 14-25, 25-22, 18-25, 17-25 |

### Coppa Italia di Serie A2

#### Fase a eliminazione diretta
| Quarti di finale - 7 gennaio 2015 PalaCorigliano, Corigliano Calabro | Corigliano Volley | 3 - 1 | Matera Bulls | 25-13, 23-25, 25-18, 26-24 |

## Statistiche

### Statistiche di squadra
| Competizione             | Punti | In casa | In casa | In casa | In trasferta | In trasferta | In trasferta | Totale | Totale | Totale |
| Competizione             | Punti | G       | V       | P       | G            | V            | P            | G      | V      | P      |
| ------------------------ | ----- | ------- | ------- | ------- | ------------ | ------------ | ------------ | ------ | ------ | ------ |
| Serie A2                 | 29    | 12      | 5       | 7       | 12           | 4            | 8            | 24     | 9      | 15     |
| Coppa Italia di Serie A2 | -     | -       | -       | -       | 1            | 0            | 1            | 1      | 0      | 1      |
| Totale                   | -     | 12      | 5       | 7       | 13           | 4            | 9            | 25     | 9      | 16     |

G = partite giocate; V = partite vinte; P = partite perse

### Statistiche dei giocatori
| Giocatore     | Serie A2 | Serie A2 | Serie A2 | Serie A2 | Serie A2 | Coppa Italia di Serie A2 | Coppa Italia di Serie A2 | Coppa Italia di Serie A2 | Coppa Italia di Serie A2 | Coppa Italia di Serie A2 | Totale | Totale | Totale | Totale | Totale |
| Giocatore     | P        | PT       | AV       | MV       | BV       | P                        | PT                       | AV                       | MV                       | BV                       | P      | PT     | AV     | MV     | BV     |
| ------------- | -------- | -------- | -------- | -------- | -------- | ------------------------ | ------------------------ | ------------------------ | ------------------------ | ------------------------ | ------ | ------ | ------ | ------ | ------ |
| M. Bortolozzo | 22       | 187      | 114      | 66       | 7        | 1                        | 4                        | 4                        | 0                        | 0                        | 23     | 191    | 118    | 66     | 7      |
| G. Calitri    | 10       | 0        | 0        | 0        | 0        | 0                        | 0                        | 0                        | 0                        | 0                        | 10     | 0      | 0      | 0      | 0      |
| M. Černič     | 20       | 208      | 175      | 14       | 19       | 1                        | 15                       | 13                       | 2                        | 0                        | 21     | 223    | 188    | 16     | 19     |
| C. da Silva   | 1        | 0        | 0        | 0        | 0        | 1                        | 0                        | 0                        | 0                        | 0                        | 2      | 0      | 0      | 0      | 0      |
| L. Joventino  | 24       | 348      | 308      | 28       | 12       | 1                        | 14                       | 10                       | 4                        | 0                        | 25     | 362    | 318    | 32     | 12     |
| E. Lapacciana | 0        | 0        | 0        | 0        | 0        | 0                        | 0                        | 0                        | 0                        | 0                        | 0      | 0      | 0      | 0      | 0      |
| M. Lo Bianco  | 9        | 9        | 8        | 1        | -        | 0                        | 0                        | 0                        | 0                        | 0                        | 9      | 9      | 8      | 1      | -      |
| L. Monteleone | 1        | -        | -        | -        | -        | 0                        | -                        | -                        | -                        | -                        | 1      | -      | -      | -      | -      |
| R. Pinelli    | 24       | 58       | 12       | 25       | 21       | 1                        | 2                        | 0                        | 1                        | 1                        | 25     | 60     | 12     | 26     | 22     |
| N. Sesto      | 20       | 75       | 53       | 22       | 0        | 1                        | 0                        | 0                        | 0                        | 0                        | 21     | 75     | 53     | 22     | 0      |
| V. Suglia     | 21       | 46       | 41       | 2        | 3        | 1                        | 0                        | 0                        | 0                        | 0                        | 22     | 46     | 41     | 2      | 3      |
| A. Villena    | 24       | 365      | 320      | 28       | 17       | 1                        | 9                        | 7                        | 2                        | 0                        | 25     | 374    | 327    | 30     | 17     |
| M. Zamagni    | 24       | 190      | 140      | 45       | 5        | 1                        | 15                       | 13                       | 2                        | 0                        | 25     | 205    | 153    | 47     | 5      |

P = presenze; PT = punti totali; AV = attacchi vincenti; MV = muri vincenti; BV = battute vincenti